# East Stockwith
East Stockwith – wieś w Anglii, w hrabstwie Lincolnshire, w dystrykcie West Lindsey. Leży 30 km na północny zachód od Lincoln i 220 km na północ od Londynu.
W 2001 miejscowość liczyła 209 mieszkańców.